# São Tomé és Príncipe
São Tomé és Príncipe (portugálul: São Tomé e Príncipe, fonetikusan: [sɐ̃w̃ tuˈmɛ i ˈpɾĩsɨpɨ]) Afrika nyugati partjainál, a Guineai-öbölben, az Egyenlítő mentén található São Tomé, illetve Príncipe szigetét magában foglaló független köztársaság.
Területét tekintve Afrika második legkisebb országa (1001 km²), lakossága mintegy 160 ezer fő. A vulkáni eredetű, bazaltkőzet borította szigetek éghajlata trópusi. A nagy területen fennmaradt esőerdők számos endemikus, csak itt honos növény- és állatfajnak adnak otthont. São Tomé 1485-től, Príncipe 1502-től állt a portugál korona gyarmati függésében mint fontos cukornád-, majd kakaótermő terület. Teljes függetlenségét közel fél évezredes fennhatóságot követően, 1975-ben nyerte el Portugáliától. Az 1975–1991 közötti Pinto da Costa-rezsimet marxista–leninista politikai berendezkedés, egypártrendszer jellemezte, s a szigetország csak 1991-ben indult el a demokratikus átmenet útján.
Az elmaradott gazdaságú ország lakosságának nagy része a szegénységi küszöb alatt él. Noha a trópusi éghajlat és a vulkáni talaj kedvező feltételeket biztosít az ültetvényes gazdálkodásnak, csaknem mindenben behozatalra szorul, a kivitel döntő hányadát a kakaóbab teszi ki. Ipara a hazai termények feldolgozására szorítkozik, napjainkban a szolgáltatóipar, azon belül is különösen az idegenforgalom van fellendülőben.
A lakosság jelentős részét az egykori fekete rabszolgák utódai teszik ki, rajtuk kívül kisszámú európai, félvér, illetve egy sajátos etnikai csoport tagjai, a angolárok élnek a szigeten. A portugál nyelv helyi változatát beszélő São Tomé-iak jelentős része római katolikus.

## Földrajz

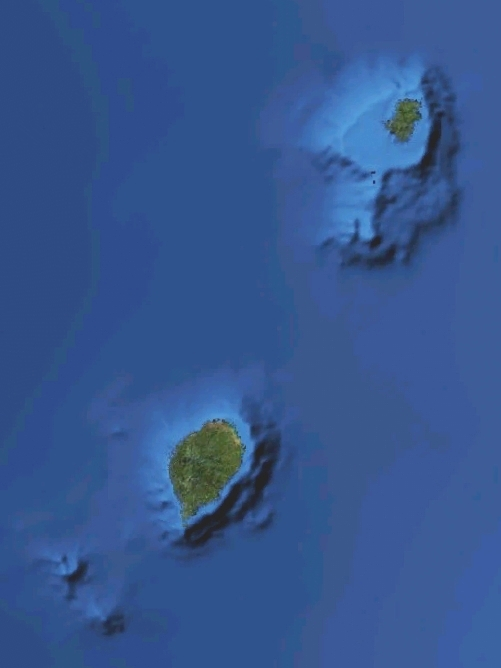
Műholdfelvétel a szigetekről

A két vulkanikus sziget, a déli São Tomé-sziget (Ilha do São Tomé, 836 km²) és az északi Príncipe-sziget (Ilha do Príncipe, 128 km²) egymástól 170 km-re fekszenek északkelet–délnyugati irányban az Atlanti-óceánhoz tartozó Guineai-öbölben. Afrika nyugati partjai közelében, az Egyenlítő mentén, attól északra találhatóak (São Tomé: é. sz. 0° 14’ 30”, k. h. 6° 37’ 29”; Príncipe: é. sz. 1° 36’ 33”, k. h. 7° 23’ 48”). A két nagyobb szárazulaton kívül több apróbb, lakatlan sziget is a szigetcsoporthoz tartozik.

### Éghajlat
Az Egyenlítő közelségének következményeként a szigetország éghajlata trópusi esőerdei. Az évi középhőmérséklet a parti síkságokon 24–26, a hegyvidéki területeken 19–21 °C-os. A szeptembertől május közepéig tartó esős évszakban bőséges csapadék hull a szigetekre, az éves csapadékmennyiség helyenként eléri a 4000–7000 mm-t is.

### Domborzat és vízrajz
A szigetállam a hatalmas kameruni vulkáni vonulat középső területén fekszik, a szigeteket tulajdonképpen kialudt rétegvulkánok kúpjai alkotják (Pico de São Tomé, 2024 m; Pico do Príncipe, 927 m). A jellemző takarókőzet a bazalt, illetve Príncipe déli részén a fonolit és a tefrit. A hegyeket a São Tomén és a Príncipén egyaránt a partvidék homokos síksága övezi. A központi vulkáni kúpokról több kisebb vízfolyás fut a partvidék felé. São Tomé legnagyobb folyója a Rio Ió Grande, Principéé a Rio Papagaio.

### Természetvédelem
Növény- és állatföldrajzi szempontból a szigetek ökoszisztémája sajátos, bár növény- és állatállományuk fajszegény, az endemikus fajok számottevőek. A természetes növénytakaró a síkvidéki, illetve a hegyi esőerdő, helyenként a szavannaerdő. A partvidéken mangrovemocsarak fordulnak elő. Az Aethiopis faunabirodalomhoz tartozó São Tomé és Principében több őshonos és endemikus madár- (törpeíbisz, São Tomé-i gébics, São Tomé-i rigó, vastagcsőrű sárgarigó stb.), kétéltű-, rágcsáló- (São Tomé-i cickány stb.) és denevérfaj (São Tomé-i örvös repülőkutya, São Tomé-i szelindekdenevér) található. São Tomé és Príncipe ökoszisztémájára a legnagyobb veszélyt a mezőgazdasági és építőipari célú erdőirtás, illetve a mezőgazdasági környezetszennyezés jelenti. A felhagyott egykori ültetvényeken másodlagos erdők alakultak ki, s 1993 óta az ország területének csaknem egynegyede természetvédelem alatt áll (Ôbo Nemzeti Park).

## Történelem
A lakatlan szigetcsoportot feltehetően 1470/1471 fordulóján fedezték fel portugál tengerészek. 1485-ben a portugál korona birtokba vette São Tomé szigetét, ahová először az anyaországból elűzött zsidókat és fegyenceket deportálták, később az Afrikából Dél-Amerikába irányuló rabszolga-kereskedelem egyik fontos tengeri állomása lett. A 16. század közepétől megindult a cukornád, a 18. századtól a kávé és a kakaóbab intenzív termelése. A fehér ültetvényesek mellett nagyszámú fekete rabszolga került a szigetre, valamint kialakult egy szabad kreol (europid–negrid keverék) réteg. Príncipe szigetét 1735-ben csatolták São Toméhoz. 1875-ben a rabszolgákat felszabadították, s az ültetvényekre munkásokat szerződtettek más afrikai portugál gyarmatokról, főleg Angolából.
1951-ben São Tomé és Príncipe Portugália tengerentúli tartománya lett. A szerződéses munkások és a középréteget alkotó kreolok gyakorta lázadtak fel a gyarmati fennhatóság ellen. A Batepá-mészárlás néven elhíresült 1953. február 3-ai öldöklés során a gyarmati székhelyen, São Toméban a helyi katonaság több mint ezer demonstráló, fegyvertelen kreol életét oltotta ki. A szigetek függetlenségéért harcoló emigráns São Tomé-iak 1960-ban bizottságot alapítottak Comitê de Libertação de São Tomé e Príncipe (CLSTP) néven, de az emigrációból nem tudták hatékonyan érvényesíteni politikai akaratukat. Az 1974. április 25-ei portugáliai szegfűk forradalma kedvező feltételeket teremtett a São Tomé és Príncipe-i függetlenségi törekvéseknek, s az emigránsok – immár São Tomé és Príncipe Felszabadítási Mozgalma (Movimento de Libertação de São Tomé e Príncipe, MLSTP) néven – megszervezték a politikai agitációt és országszerte tiltakozások törtek ki. Mintegy 2000 portugál telepes hagyta el a szigetországot. 1974. november 26-án Portugália és São Tomé és Príncipe képviselői aláírták az algíri egyezményt, amelynek értelmében 1975. július 12-én kikiáltották az ország függetlenségét.
Az új köztársaságot 1975–1991 közötti időszakában, Manuel Pinto da Costa elnöki hivatali ideje alatt egypártrendszeren alapuló, marxista-leninista politika jellemezte. A külkapcsolatok a szocialista blokk országaira korlátozódtak, bevezették a tervgazdaságot, államosították a nagyobb vállalatokat és bankokat, betiltották a társadalmi érdekérvényesítés minden formáját és üldözték a hivatalos politikával szembehelyezkedőket. A fordulat az ország demokratizálódása felé az 1980-as évek második felében következett be, diplomáciai kapcsolatokat kezdeményeztek a nyugati világ nagyhatalmaival, fokozatosan liberalizálták a gazdaságot, s lassan megindult a politikai nyitás. 1990 szeptemberében hatályba lépett az ország demokratikus alkotmánya, s 1991 januárjában került sor az első szabad, többpárti választásokra, amely az ellenzék győzelmét hozta el. A belpolitikai helyzet mindazonáltal törékeny a szigetországban, a fordulatot követően 2008 júniusában sorrendben a tizenötödik kormány alakult meg, két ízben is – 1995 augusztusában, illetve 2003 júliusában – sikertelen katonai puccsot hajtottak végre a fennálló, demokratikus hatalom ellen.

## Államszervezet és közigazgatás

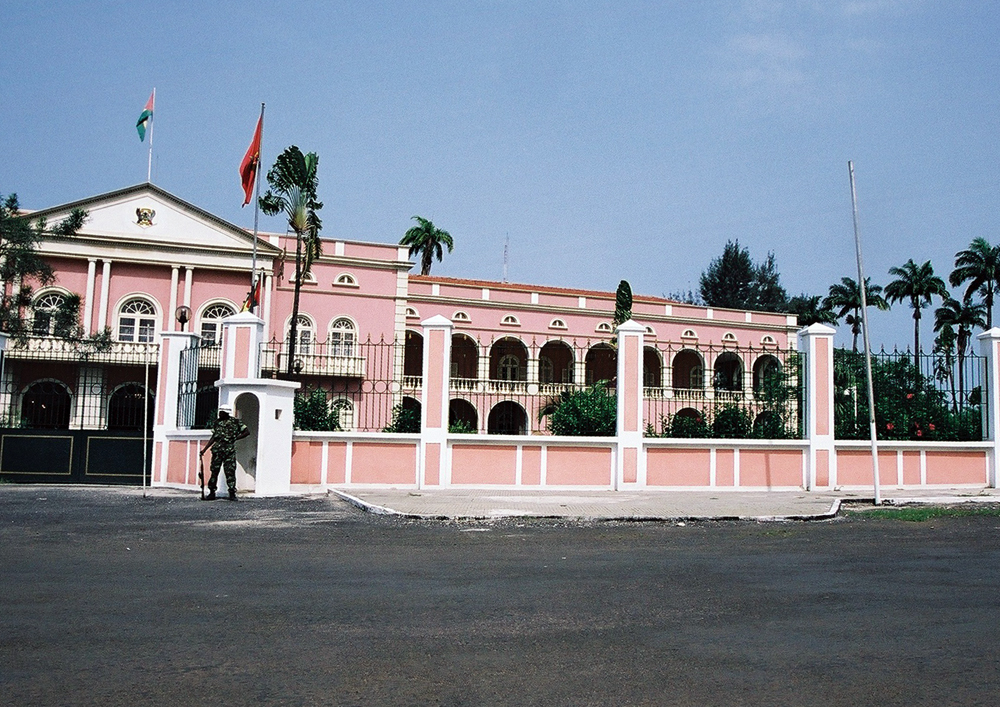
Az elnöki palota

### Törvényhozás, végrehajtás, igazságszolgáltatás
São Tomé és Príncipe hatályban lévő alkotmánya 1990. szeptember 10-én lépett életbe. Ennek értelmében az ország államformája köztársaság, s a végrehajtó hatalom feje az államfő (köztársasági elnök). A köztársasági elnököt ötévente közvetlenül választják meg, s legfeljebb két elnöki ciklust tölthet be. Hivatali ideje alatt az államtanács és a minisztertanács segítségével kormányoz, egyúttal a fegyveres erők főparancsnoki tisztét is betölti. A minisztertanács elnöke a kormányfő (miniszterelnök), akit a nemzetgyűlés jelöl a posztjára, és a köztársasági elnök nevezi ki. A minisztertanács tagjait – a miniszterelnök ajánlására – szintén a köztársasági elnök nevezi ki. A törvényhozó hatalom az 55 tagú, listás szavazáson négy évre választott egykamarás nemzetgyűlés. Az ország igazságszolgáltatásának csúcsán a legfelsőbb bíróság áll. A 2006-os nemzetgyűlési választásokon megszerzett voksok alapján az alábbi São Tomé és Príncipe-i politikai pártok képviseltetik magukat a parlamentben: A Változás Erői Demokratikus Mozgalom – Liberális Párt és a Demokratikus Összetartás Pártja – Gondolkodók Csoportja alkotta koalíció (23 mandátum), a São Tomé és Príncipe Felszabadítási Mozgalma – Szociáldemokrata Párt (20), a Független Demokratikus Akció (11), valamint az Új Út Mozgalom (1).

### Közigazgatás

Príncipe autonóm területének zászlaja.

Két évvel az ország függetlenségének elnyerése után 1977-ben a szigeteket két tartományra (província) osztották, São Toméra és Príncipére, ezen belül pedig hat kerületre (distrito). Az új alkotmány 1990-es bevezetésekor a tartományokat megszüntették, a kerületek viszont érintetlenek maradtak. 1995-ben Príncipe szigete politikai és közigazgatási autonómiát kapott. Jelenleg São Tomé hat (Água Grande, Cantagalo, Caué, Lembá, Lobata, Mé-Zóchi kerület), Príncipe egy (Pagué) kerületre oszlik.
A sziget ügyeit a nemzetgyűlésnek felelős héttagú regionális gyűlés és az öttagú regionális önkormányzat irányítja.

### Védelmi rendszer
Az ország 1977-ben megszervezett hadseregének személyi állománya 2008-ban elérte az 1000-et. A kis szigetország légierővel és haditengerészettel nem, csak parti őrséggel rendelkezik. A katonai költségvetés 2008-ban a GDP mindössze 0,8%-át tette ki (700 ezer dollárt), noha az elöregedett hadászati felszerelés és infrastruktúra modernizálásra szorul. A közrendvédelmi és a bűnüldözői feladatokat a rendőrség, illetve a bűnügyi nyomozóhivatal látja el.

### Szociális rendszer
São Tomé és Príncipe egészségügyi hálózatának kiépítettsége a környező országokéhoz képest magas. Az alapfokú oktatásban való részvétel kötelező a gyermek hét és tizennégy éves kora között. 2001-ben az országban 73 általános iskola, 13 középiskola, valamint egy felsőfokú oktatási intézmény, a São Tomé-i műszaki főiskola (Instituto Superior Politécnico, 29 tanár, 117 diák) működött.

## Népesség

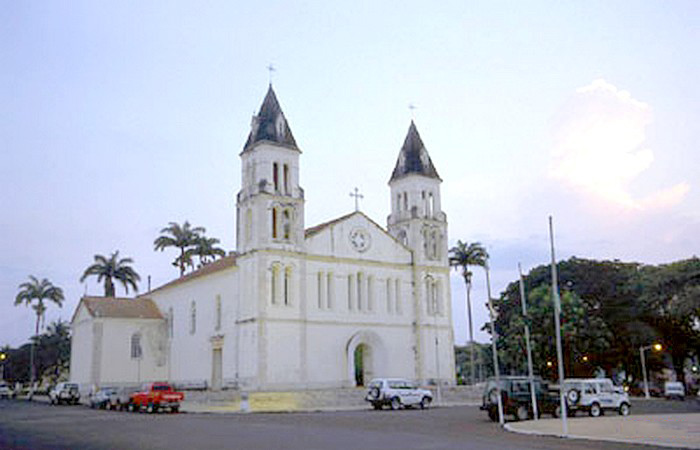
Római katolikus katedrális São Toméban

### Általános adatok
A mindössze 1001 négyzetkilométernyi területen 151 000 lakos él, ennek 90%-a São Tomé szigetén (Príncipe szigetén csupán 4000 lakos él). A főváros, São Tomé lakossága eléri a 45 000 főt. Az átlagos népességszaporulat körülbelül 2,1%-os.
A lakosság 80%-a katolikus, 10%-a protestáns, 10%-a egyéb felekezetekhez kötődik. A lakosság főleg a portugál nyelvet beszéli, kisebbrészt kreolul beszél.
A lakosság többsége a bantu népekhez tartozik, főleg fang, kis részben bubi, 8% mulatt, vagyis fekete–fehér félvér, egyéb 2%.

### Legnépesebb települések
| Rangsor | Név            | Lakosság             | Lakosság             | Lakosság        | Körzet      |
| Rangsor | Név            | 1991-es népszámlálás | 2001-es népszámlálás | 2005-ös becslés | Körzet      |
| ------- | -------------- | -------------------- | -------------------- | --------------- | ----------- |
| 1.      | São Tomé       | 42 331               | 49 957               | 56 166          | Água Grande |
| 2.      | Santo Amaro    | 5 878                | n.a.                 | 8 239           | Lobata      |
| 3.      | Neves          | 5 919                | 6 635                | 7 392           | Lembá       |
| 4.      | Santana        | 6 190                | 6 228                | 6 969           | Cantagalo   |
| 5.      | Trindade       | n.a.                 | 6 049                | 6 636           | Mé-Zochi    |
| 6.      | Santa Cruz     | n.a.                 | 1862                 | 2 045           | Caué        |
| 7.      | Pantufo        | n.a.                 | 1929                 | 2 169           | Água Grande |
| 8.      | Guadalupe      | n.a.                 | 1 543                | 1734            | Lobata      |
| 9.      | Santo António  | 1000                 | 1010                 | 1156            | Pagué       |
| 10.     | Santa Catarina | n.a.                 | n.a.                 | 971             | Lembá       |
| 11.     | Porto Alegre   | n.a.                 | n.a.                 | 334             | Caué        |

## Gazdaság

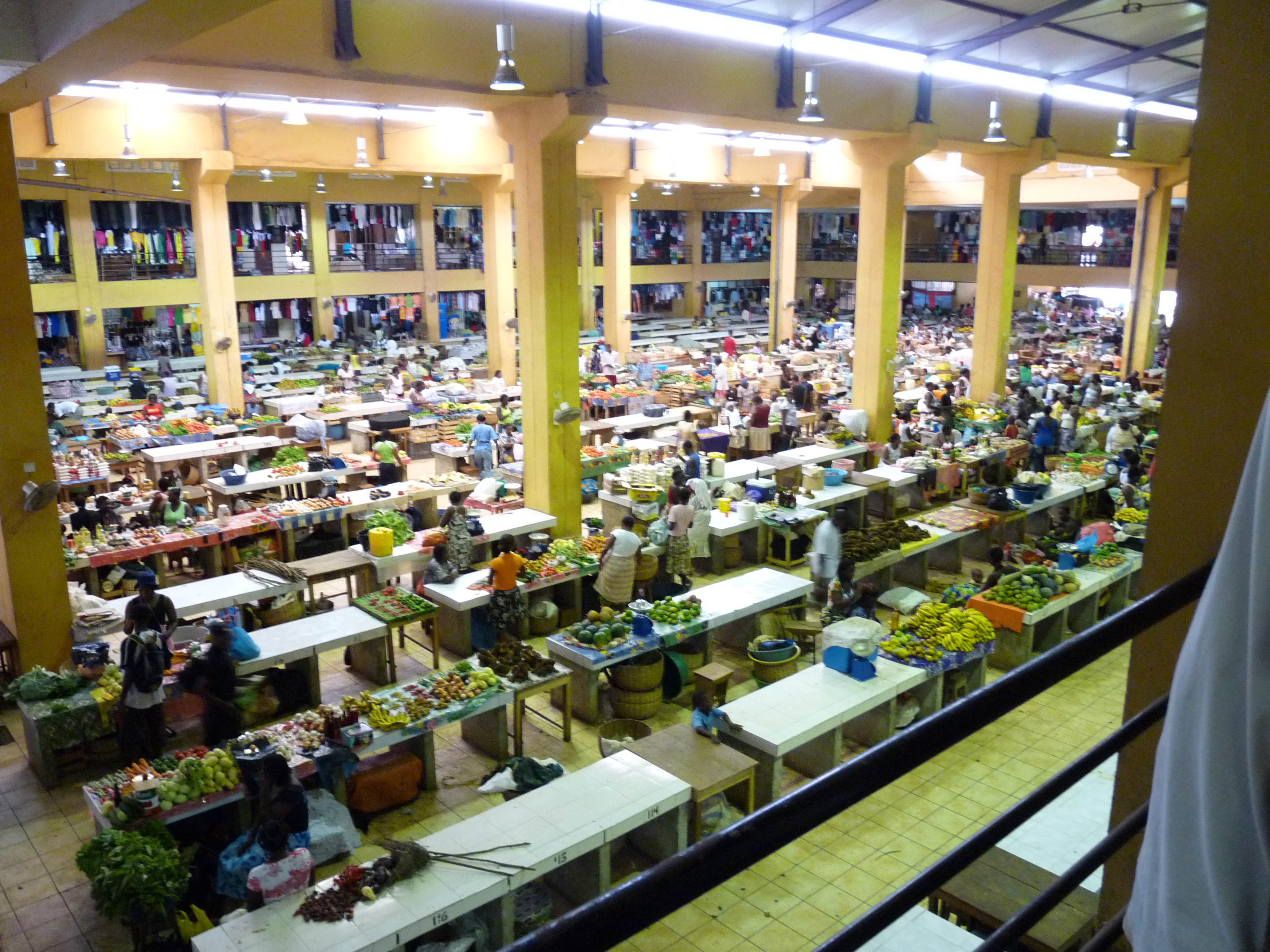
Piackép a fővárosban

São Tomé és Príncipe a legkevésbé fejlett országok közé tartozott. Gazdasága nagyban függ a helyben termesztett növények (kakaó, kókuszdió stb.) exportjától, ugyanakkor a fogyasztási és termelési javak legtöbbjében a kivitelt többszörösen meghaladó volumenű behozatalra szorul, folyó fizetési mérlege negatív (-55 millió USD, 2007). Viszonylagos földrajzi elszigeteltsége, az ebből fakadó szállítási nehézségek, a kiaknázható ásványi nyersanyagok hiánya, illetve a szűk belső piac folyamatos gazdasági nehézségek elé állítják a kormányzatot. Az ország gazdasági segélyekre szorul, s külső adósságállománya folyamatosan nő (318 millió USD, 2002). Több, a gazdaság felzárkóztatását segítő nemzetközi program részese, s a kormányzat is igyekszik a korrupcióval harcolva feszes pénzügyi politikát folytatni, a főbb makrogazdasági és foglalkoztatottsági mutatók miatt azonban a világ sereghajtói közé számítják São Tomé és Príncipét. Az egy főre jutó bruttó hazai össztermék 766,25 USD (2005; vásárlóerő-paritáson számolva 1282,70 USD), az infláció 18%-os (2007; 2005-ben egy USD középárfolyamon 10 577,97 dobrát tett ki), a munkanélküliség 14,4%-os (2000), s a lakosság 54%-a él a szegénységi küszöb alatt.

### Mezőgazdaság
A kedvező adottságú, termékeny vulkáni talajnak, valamint a csapadékban bő trópusi éghajlatnak köszönhetően hagyományosan ültetvényes gazdálkodáson alapuló agrárország. 2007-ben a GDP 14,9%-át a mezőgazdaság, 14%-át az ipar, 71%-át a szolgáltatások adták. 2003-ban az ország területének 48,96%-a állt folyamatos mezőgazdasági művelés alatt (2003), ennek 39,63%-a ültetvény, 8,33%-a szántó és kert, 1,0%-a legelő. A kis és közepes méretű családi gazdálkodásokban folyó földművelés legfontosabb terménye a kakaóbab (4000 t, 2002), ez adja az ország kivitelének 90%-át. További jelentős mezőgazdasági termények a kávé, a pálmaolaj, a kókuszdió, a kókuszzsír, a kopra, a tárógyökér és a banán, valamint a trópusi virág. Az állattenyésztés kevésbé jelentős, a belső piac ellátására sem elegendő az állatállomány (baromfi, sertés, kecske, szarvasmarha, juh). Egyre jelentősebb a halászat, emellett a kormány nagy összegekért külföldi országoknak adja ki a környező felségvizek halászati jogát. Az ország területének 29%-át védelem alatt álló esőerdők foglalják el, további 300 km²-nyi másodlagos erdők, illetve 320 km²-nyi szavannaerdők, ligetek gazdasági haszonvétele a helyi építőipart szolgálja ki, illetve a tüzelőanyag-ellátást biztosítja.

### Ipar
A két sziget ásványkincsekben szegény, mindössze néhány külszíni agyag- és kőbánya üzemel. Emellett – bár az eddigi próbafúrások eredménytelenek voltak, amennyiben nem jártak kereskedelmi minőségű nyersanyag felszínre hozatalával – az ország gazdasági helyzetén jelentősen javíthatna a Guineai-öbölben a közelmúltban felfedezett kőolajlelőhelyek kiaknázása. Az ország csekély villamosenergia-szükségletének 60%-át vízenergia hasznosításával, 40%-át hőerőművekben állítják elő. Az ipart jobbára a mezőgazdasági termények feldolgozására szakosodott könnyűipar képviseli (konzervgyártás, hús- és halfeldolgozás, faipar, textilipar stb.).

### Szolgáltatások
A szolgáltatóipar, azon belül pedig az idegenforgalom jelentősége egyre nagyobb, amit az infrastrukturális beruházások ösztönzésével is jelez a kormányzat. Az elmúlt évtizedekben több luxusszálloda nyílt a szigeteken, de a beutazó turisták száma – noha évről évre növekszik – egyelőre a rendelkezésre álló kapacitásokat sem meríti ki. 2001-ben 7569 külföldi érkezett az országba, legtöbbjük Európából (főként Portugáliából) és a környező nyugat-afrikai országokból.

### Közlekedés
Az ország 320 km-es közúthálózatának 68%-a pormentesített, a regisztrált személygépkocsik száma nem haladja meg a pár ezret. São Tomé és Príncipe vasútvonalakkal nem rendelkezik. Kereskedelmi hajóflottája 49 tengerjáró hajóból áll (86 116 BRT), a tengeri kereskedelmet két kikötő szolgálja ki (Neves, Santo António). A miniállam két repülőtérrel rendelkezik: a nemzetközi és belföldi személy- és teherforgalmat lebonyolító São Tomé-i nemzetközi repülőtérrel, illetve a két sziget közötti járatokat kiszolgáló Príncipei repülőtérrel.

### Hírközlés
A hírközlési-telekommunikációs piacon 1990-től egy évtizedig a Companhia Santomense de Telecomunicações (CST) volt monopolhelyzetben. Ehhez a céghez fűződik az internetszolgáltatás (9000 internetfelhasználó, 2002), a digitális hírközlési hálózat, valamint a mobiltelefon-hálózat kiépítése (1200 mobiltelefon, 2002). Az országban több csatornán zajlik televíziós és rádiós műsorszórás.

#### Egyéb telekommunikációs adatok
| Hívójel prefix | S9     |
| ITU zóna       | 47, 52 |
| CQ zóna        | 36     |

## Kultúra

### Társadalom
A korábban lakatlan szigetek népességének ma ismert etnikai-társadalmi képe a 15. század végétől folyamatosan alakult. A kisszámú fehér ültetvényes és befektető mellett a populáció 85–90%-át, legtudatosabb, önszervező rétegét a felszabadított feketék utódai, a forrók (forros) teszik ki. A fehérek és a helyiek közötti keveredés eredményeként kialakult mulatt (mulattos), mesztic (mestiços) réteg mellett számottevő társadalomalkotó elemet képviselnek a 20. században érkezett szerződéses munkások (serviçais) leszármazottai, a tongák (tongas). Sajátos identitású a São Tomé szigetén élő ngoláké (angolares), akik a 16. században az ültetvényekről elszökött rabszolgák utódai.

### Vallás
A lakosság 70,3%-a római katolikus, rajtuk kívül növekvő számú, 3,4%-nyi evangélikus felekezetű él az országban (2001). A mindennapi népi vallásosságra jellemzőek a keresztény és pogány elemek keveredéséből kialakult rituális elemek. A főbb keresztény felekezeteken kívül számottevő hívet tudhatnak magukénak az új apostoli reformisták (2%), a hetednapi adventisták (1,8%), Jehova Tanúi (0,5%), valamint a bahá’í egyház.

### Nyelv
Az ország hivatalos nyelve a portugál, de széles körben ennek helyi változatát, a kreol (kriolu vagy kriulu) nyelvet beszélik. Ennek három fő dialektusa a São Tomé-i sãotomense vagy forro, a ngolák angolar nyelvjárása, valamint a príncipei lun’gwiye.

### Népköltészet
A népköltészeti hagyományok nagy szerepet játszanak a szigetek életében. A prózai folklóralkotások köréből népszerűek a gyakran szexuális célzásokban és groteszk elemekben bővelkedő népmesék, valamint a valós eseményeket megörökítő mondaszerű narratívák (contági). Széles körben népszerűek ma is a dramatikus népi játékok, amelyek egy-egy korábbi szépirodalmi mű folklorizálódott előadásai (Tchilôli, Danço Congo, Auto da Floripes stb.)

### Szépirodalom
A kis nemzet szépirodalma csak a 20. században bontakozott ki, elsősorban európai (portugál) hatásra. A kedvelt témák közé tartozik az ültetvények élete, az alávetett gyarmati népek sorsa, a két sziget természeti szépségei. A lírai költészet hagyományai jóval erőteljesebbek (Francisco Stockler, Caetano da Costa Alegre, Francisco José Tenreiro, Alda do Espírito Santo, Carlos Espírito Santo és mások), mint a 20. század utolsó negyedében kibontakozó prózairodalomé (Sum Marky, Albertino Bragança és mások).

### Zene és tánc
A tradicionális São Tomé-i zenére a legnagyobb hatást az angolai és zöld-foki-szigeteki zenei kultúra gyakorolta és gyakorolja ma is (mint például a kizomba vagy a kadençe). Hagyományos hangszereikkel (különféle dobok és csörgők, furulyák) kísért népszerű zenei formák a socopé, az ússua, a dêxa stb. A kortárs világzene jelentős São Tomé-i képviselői Felício Mendes, Açoreano vagy Camilo Domingos.

### Építészet
Az ültetvények hatalmas tégla- vagy betonbarakkjai mellett a meszelt falú, fatornácos lakóépületek képviselik a helyi építészeti hagyományokat. A gyarmati korszakból fennmaradt, az európai hagyományokat követő épületek közé tartozik a São Tomé-i Santa Sé-székesegyház (1576–1958), valamint a Szent Sebestyén-erőd (1575).

### Képzőművészet
A klasszikus értelemben vett képzőművészet csak napjainkban van kibontakozóban. A festőművészet legerőteljesebb vonulata a népéletből merítő naiv festészet (Pascoal Viegas Vilhete, Protásio Pina és mások), valamint napjaink absztrakt expresszionista kísérletei (Eduardo Malé, René Tavares stb.). A kortárs szobrászat jelentősebb képviselői Geane Castro és Aurélio Silva.

### Tudomány
A kis szigetország tudományos élete és tudománypolitikája gyerekcipőben jár. Nincs tudományos akadémiája, tudományegyeteme, a főváros közgazdasági dokumentációs központja képviseli a São Tomé-i tudományos élet csúcsintézményét.

### Kulturális intézmények
A szigetország fővárosa ad otthont a Nemzeti Múzeumnak, a Teia d’Arte kortárs képzőművészeti galériának, a Történeti Levéltárnak és egy központi könyvtárnak.

### Gasztronómia
A helyi ételek alapanyagai a szigetek tipikus terményei: banán, főzőbanán, kasszáva, kukorica, valamint a legkülönfélébb tengeri halak. Európai, főként portugál konyhával jobbára csak az éttermekben lehet találkozni. Tipikus helyi ételek a tucatnyi zöldség felhasználásával készült raguk, valamint a főzőbanánnal tálalt sült hal, a con-con. A frissen fejt pálmabor a helyiek egyik kedvenc itala.

## Turizmus

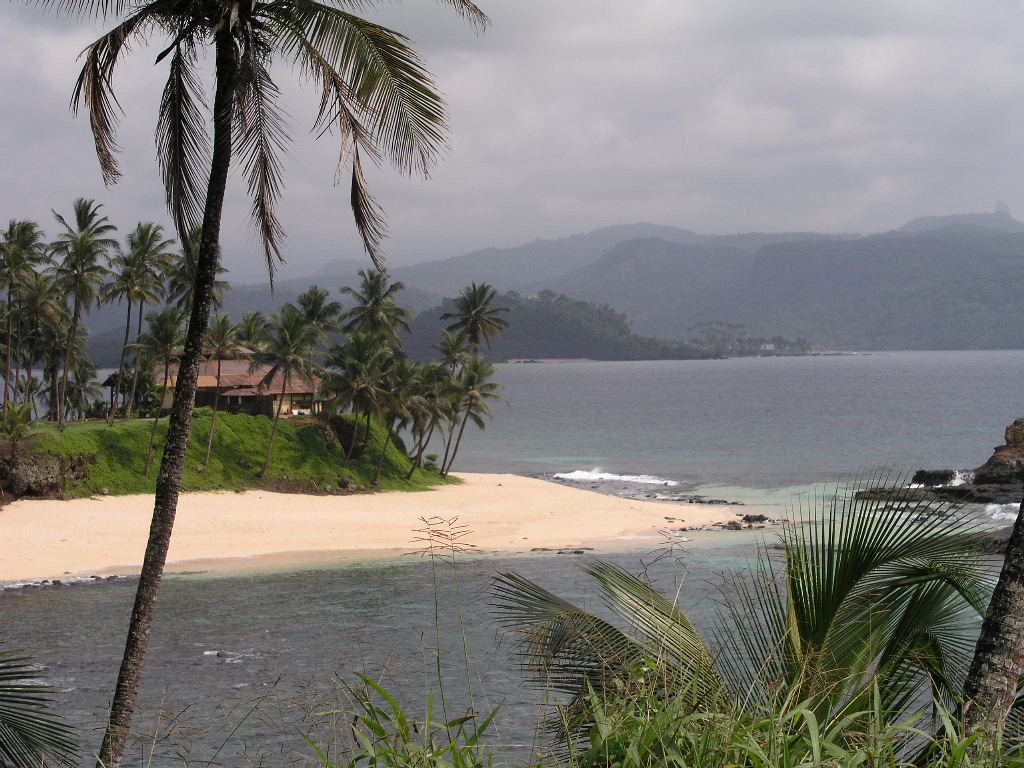
A Rolas-sziget egy partképe

Az elmúlt években a szigetország egyre népszerűbb a külföldi turisták körében, elsősorban természeti értékeinek köszönhetően. A festői környezet (krátertavak, bazaltoszlopok, áthatolhatatlan esőerdők stb.), az egyedülálló növény- és madárvilág, a halban bő parti vizek és a néptelen, fövenyes tengerpartok egyaránt vonzzák a természet, a horgászat és a nap szerelmeseit. Az ültetvények és települések cseréptetős, meszelt falú, fatornáccal ellátott lakóházai a portugál gyarmati korszakot idézik. Ugyanakkor egyeseket a repülőjegyárak és a köztisztasági állapotok elriaszthatnak, az erős tengeráramlatok miatt a parti fürdőzés veszélyessé is válhat, továbbá a kellemetlen esős évszak is behatárolja a turistaszezont.
A két sziget legfőbb látnivalói, turisták által kedvelt helyszínei a következők:
- São Tomé, Santa Sé-székesegyház • A főváros katedrálisa a legrégebbi a szubszaharai Afrika székesegyházai közül. Építését 1567-ben kezdték meg, de előbb 1580-ban a szigetre törő spanyolok, majd 1599-ben a hollandok rombolták le. A tornyok végül csak a 20. században kerültek rá, s teljesen 1958-ban készült el az épület. Figyelemre méltó az eredeti formáját őrző sekrestye, valamint az azulejóból készült Szent Háromság-falkép.
- São Tomé, Nemzeti Múzeum • Az egykori Szent Sebestyén-erődben berendezett múzeumban történeti és néprajzi kiállítások láthatóak.
- São Tomé, Mercado Municipal • A városi vásárcsarnok egyike az ország legelevenebb, legnyüzsgőbb részeinek.
- São Tomé ültetvényei • A sziget kávéültetvényeinek némelyikét (São João dos Angolares, Agostinho Neto) érdemes felkeresni, hogy képet kapjunk az ültetvényeken folyó egykori és mai életről.
- Rolas-sziget • A São Tométól délre fekvő kicsiny, fövenyes tengerpartú szigeten keresztülfut az Egyenlítő.
- Príncipe, Santo António • Príncipe legnagyobb települése, 1758–1852 között a gyarmat székhelye volt. Az 1947-ben emelt római katolikus templomban két szent helyben faragott, több száz éves szobrát őrzik.
- Príncipe, Banana Beach • A szigetország legszebb tengerpartja, festői környezetben.

## Ünnepnapok
- január 1.: újév
- február 3.: a mártírok napja
- május 1.: a munka ünnepe
- július 12.: a függetlenség napja
- szeptember 6. a hadsereg napja
- szeptember 30.: az agrárreform napja
- december 21.: Szent Tamás (São Tomé) napja
- december 25.: karácsony